# Corallus annulatus
Corallus annulatus là một loài rắn trong họ Boidae. Loài này được Cope mô tả khoa học đầu tiên năm 1876. Ba phân loài hiện được công nhận.

## Hình ảnh

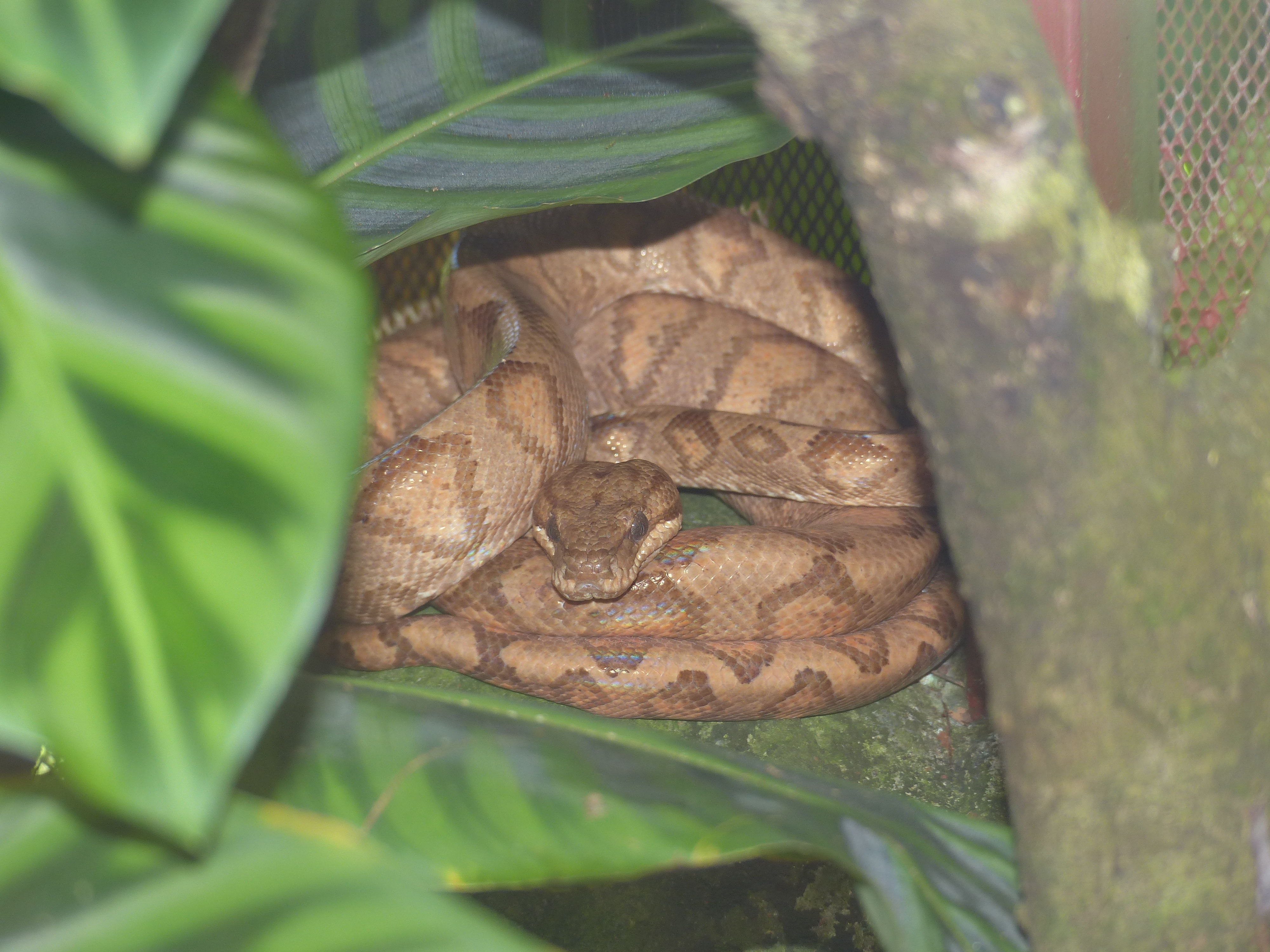